# Lahn-Dill-Gebiet
Das Lahn-Dill-Gebiet ist ein Wirtschaftsraum in Hessen, der durch Bergbau und Industrie geprägt wurde. Geografisch lässt sich dieser Raum nur unscharf abgrenzen.
Die Bezeichnung entstand als die Region an der Dill und der oberen und mittleren Lahn noch eines der wichtigsten Erzreviere und einer der bedeutendsten Standorte der eisenerzeugenden und -verarbeitenden Industrie des Deutschen Reichs war. In den 1870er Jahren fand sich die größte Gewerbedichte im Lahn-Dill-Gebiet. Das Gebiet mit seinen reichen und günstig zu erschließenden Eisenerzvorkommen wurde daher zu Recht als Hessisches Eisenland bezeichnet. Der Zeitraum der Eisenerzeugung reicht von der Latènezeit über das frühe Mittelalter bis zur zweiten Hälfte des 20. Jahrhunderts.
Die ehemalige Eisengießereiregion an Lahn und Dill hat sich zum bedeutenden europäischen Standort des Formenbaus und Werkzeugbaus, des technischen Modell- und Spezialmaschinenbaus sowie der Kunststoffverarbeitung entwickelt.

## Geografische Lage
Das Lahn-Dill-Gebiet liegt im Osten des Rheinischen Schiefergebirge an der Grenze zum Hessischen Bergland. Es erstreckt sich über den gesamten oberen und mittleren Lauf der Lahn und der Dill (Fluss) bis weit in ihre Seiten- und Nebentäler. Als Orientierung für die Abgrenzung des Lahn-Dill-Gebiets kann die Fläche innerhalb und knapp außerhalb eines gedachten Polygons mit folgenden Eckpunkten gelten: Dillquelle, oberes Dietzhölzetal, Bad Laasphe, Biedenkopf, Buchenau, Gladenbach, Lollar, Gießen, Wetzlar, Braunfels, Weilburg, Breitscheid und Haiger.

### Politische Zugehörigkeit
Das Lahn-Dill-Gebiet liegt im Regierungsbezirk Gießen in Mittelhessen (Neugründung 1981). Das Gebiet gehörte politisch seit 1867 nach der Annexion des Kurfürstentums Hessen-Kassel, des Herzogtums Nassau und des damals zum Großherzogtum Hessen gehörenden Landkreises Biedenkopf, das Hessische Hinterland durch das Königreich Preußen zur neu geschaffenen preußischen Provinz Hessen-Nassau, Regierungsbezirk Wiesbaden und verblieb auch nach der Neugründung Hessens 1945 in diesem Verwaltungsbezirk.

## Geschichtlicher Rückblick
Das obere Dilltal, die Seitentäler der Dill, das Gebiet westlich der Dillmündung, der Raum Wetzlar, der Dünsberg sowie das nordwestlich benachbarte Siegerland waren bereits zur Latènezeit Zentren der Eisengewinnung und -verarbeitung. Es wurde Raseneisenstein, Roteisenstein und Brauneisenstein verhüttet. Durch Bodenfunde ist überliefert, dass die Kelten hier neben Eisen- auch Kupfer- und Silbererze in diesem Raum abbauten und vor Ort verhütteten.

### „Eisenrevier Wetzlar“ mit 2500-jähriger Tradition
Bei Wetzlar-Dalheim gelang ein durch Ausgrabungen belegter lückenloser Produktionsnachweis vom 4./5. Jahrhundert v. Chr. über die Römerzeit und das Frühmittelalter bis ins Hochmittelalter. Der Fundort zeigt sich als „größte und besterhaltenen Anlage zur Eisenproduktion aus dieser Zeit in Deutschland“. Das Eisenrevier um Wetzlar kann somit auf eine 2500-jährige Tradition zurückblicken.
Rennöfen
In der Nähe von Rittershausen (Dietzhölztal) wurde ein Rennofen aus dieser Zeit ausgegraben. Die zugehörige Keltensiedlung unterliegt inzwischen der Haager Konvention zum Schutz von Kulturgut bei bewaffneten Konflikten.
Bei Wallau und Oberndorf wurden Reste von Rennöfen aus dem 8. bis 6. Jahrhundert v. Ch. entdeckt. Weitere Rennöfen fanden sich bei Fellerdilln, Roth, Lixfeld, Ballersbach, (Mittenaar), Niederweidbach, Roßbach (Bischoffen) und am Dünsberg.
Erzgruben
In Hesselbach wurde im Jahre 802 gemäß einer Urkunde des Klosters Lorsch Blei-Erz gefördert. 870 wird im Lorscher Codex die Eisenerzgrube „Juno“ bei Wetzlar/Nauborn erwähnt. Eine Eisenschmelze, vermutlich zum Gärben und Frischen des aufgekohlten Roheisens, bestand um 900 in Frohnhausen bei Dillenburg. Um 1277 ist Wetzlar bereits ein Zentrum der Eisenverarbeitung und des Eisenhandels.
Aktuelle hallstattzeitliche Funde bei Bad Endbach
Aktuelle Funde aus der Hallstattzeit belegen eine Eisenerzverhüttung (7./6. Jh. v. Ch.) bei Bad Endbach.

#### Waldschmieden und Hammerwerke
Im 12. und 13. Jahrhundert verlegten die Waldschmiede als Produzenten von Barrenmaterial und Stabeisen sowie von Gebrauchsgegenständen wie Beilen, Äxten, Sensen, Sicheln, Messern, Hacken, Gabeln und Waffen, wie Helme, Harnische und Schwerter, ihre von Hangwinden abhängigen Produktionsstätten zunehmend in die Täler. Hier konnten sie ihre Hammerwerke und die Blasebälge ihrer Rennfeuer / Frischherde und Herdfeuer mit Wassermühlen antreiben und den steigenden Bedarf der Ritter bei ihren Fehden und Händeln besser bedienen.
Bergleute, Hüttenmeister und Schmiede waren insbesondere im hohen und späten Mittelalter sehr gefragte Personenkreise, die von den Landesherren stark umworben waren und mit Privilegien ausgestattet wurden. Man warb sich gegenseitig die besten Kräfte ab. So holten sich die Herrscher der Grafschaft Wittgenstein 1450 Waldschmiede und andere Fachleute aus Weidenhausen (Gladenbach). Sogar bis ins Erzgebirge und in den Harz verschlug es hessische Bergleute. In Goslar steht noch heute die Frankenberger Kirche, die Kirche der hessischen und nassauischen Bergleute und ihrer Nachkommen.

## Geologie

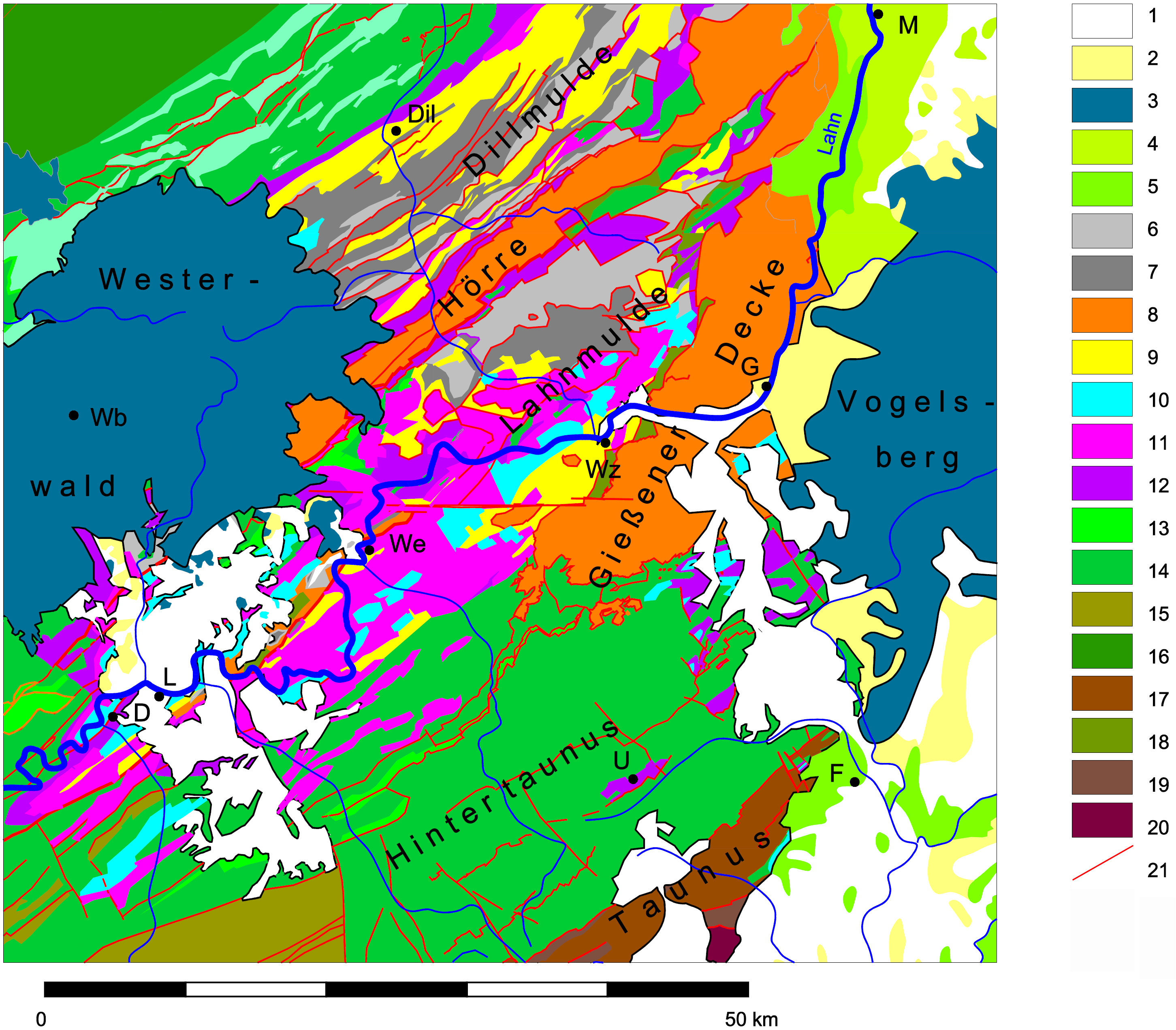
Die Geologie des Lahn-Dill-Gebiets

Das Lahn-Dill-Gebiet gehört geologisch gesehen zum sogenannten „Hessischen Synklinorium“, das einen geologisch komplizierten Aufbau aufweist. Das Hessische Synklinorium liegt im Osten und Südosten des Rheinischen Schiefergebirges und wird geologisch untergliedert in die Dillmulde, die Lahnmulde und die markante Struktur der Hörre-Zone, welche die Dillmulde und die Lahnmulde trennt. Im Osten hat die Gießener Decke Anteil am Lahn-Dill-Gebiet. Entstanden ist das Synklinorium durch Faltung und Überschiebung im Paläozoikum mit den dabei verursachten vielfältigen Untergliederungen durch Hebungen, Bruchlinien und Verwerfungen. Vulkanismus im Tertiär prägte mit der Entstehung des Westerwalds das heutige Landschaftsbild.
Ungewöhnliche Vielfalt an Erzen und mineralischen Rohstoffen
Aufgrund der geologischen Geschichte und des Vorkommens zahlreicher Störungszonen hat das „Lahn-Dill-Gebiet“ eine ungewöhnliche Vielfalt an Erzen und mineralischen Rohstoffen zu bieten. Nicht nur Eisenerz wurde gefunden und gefördert, sondern auch Kupfer-, Silber-, Blei-, Zink-, Mangan-, Nickelerz und Quecksilber sowie die mineralischen Rohstoffe Schwerspat, Kalk, Diabas und Dachschiefer. Südlich von Katzenbach (östl. v. Biedenkopf) suchte man nach Gold.

## Bergbau
Im Verlauf der Zeit wurden im Lahn-Dill-Gebiet weit über 2000 bergrechtliche Konzessionen (Erzabbau und Mineralien) erteilt, die jedoch nicht alle genutzt wurden.
Zum Beispiel gab es im Laufe der Zeit alleine im Hessischen Hinterland:
- 41 Bleierzgruben
- 1 Braunkohlengrube
- 297 Eisensteingruben
- 88 Kupfererzgruben
- 55 Manganerzgruben
- 47 Nickelerzgruben
- 1 Quecksilbergrube
- 6 Silbergruben
- 18 Schwefelerzgruben
- 2 Zinkgruben

Das sind insgesamt 556 Erzgruben.
Trotz aller Bemühungen des Staates ging der Bergbau in dieser Teilregion, im Hinterland, aus verschiedenen Gründen ab der Mitte des 19. Jahrhunderts immer mehr zurück. Eisenerze aus Spanien, Schweden und aus Elsass-Lothringen (nach 1871) wurden wegen ihres hohen Eisengehalts bevorzugt; die heimischen Erze fanden nur noch als Zuschlagstoffe Verwendung. Außerdem kamen die Erze des Hinterlands nur in verhältnismäßig kleinen Nestern vor, die keine nachhaltige Ausbeutung gestatteten. Die ungünstigen Verkehrsverhältnisse (Transport der Erze mit Kuh- und Ochsengespannen, schlechte Straßen, keine Eisenbahnen) verursachten hohe Transportkosten. Die Gestehungskosten beim Grubenausbau und bei der Erzgewinnung waren hoch. Daher wurden die Hochöfen der neuen Hüttenwerke im Hinterland nach wenigen Jahren (25 bis 35 Jahre) wieder stillgelegt.

### Erze

#### Eisen
| Jahr | Fördermenge | Anteil an der Gesamtproduktion Deutschlands in % |
| ---- | ----------- | ------------------------------------------------ |
| 1862 | 315.139 t   |                                                  |
| 1871 | 1.008.711 t |                                                  |
| 1872 | 1.134.251 t |                                                  |
| 1873 | 1.202.450 t |                                                  |
| 1874 | 719.206 t   |                                                  |
| 1875 | 731.898 t   |                                                  |
| 1876 | 675.968 t   |                                                  |
| 1877 | 676.076 t   |                                                  |
| 1878 | 805.408 t   |                                                  |
| 1879 | 810.431 t   |                                                  |
| 1880 | 988.955 t   |                                                  |
| 1881 | 1.024.486 t |                                                  |
| 1882 | 1.021.525 t |                                                  |
| 1883 | 1.080.083 t |                                                  |
| 1884 | 1.053.410 t |                                                  |
| 1885 | 837.846 t   | 9,11                                             |
| 1886 | 711.457 t   | 8,37                                             |
| 1887 | 838.275 t   | 8,91                                             |
| 1888 | 944.682 t   | 8,92                                             |
| 1889 | 1.032.089 t | 9,38                                             |
| 1890 | 974.105 t   | 8,54                                             |
| 1891 | 977.630 t   | 9,14                                             |
| 1892 | 1.087.925 t | 9,45                                             |
| 1893 | 965.208 t   | 8,38                                             |
| 1894 | 950.844 t   | 7,67                                             |
| 1895 | 866.241 t   | 7,04                                             |
| 1896 | 930.047 t   | 6,54                                             |
| 1897 | 986.776 t   | 6,37                                             |
| 1898 | 913.712 t   | 5,75                                             |
| 1899 | 967.434 t   | 5,37                                             |
| 1900 | 998.499 t   | 5,25                                             |
| 1901 | 839.721 t   | 5,06                                             |
| 1902 | 781.878 t   | 5,35                                             |
| 1903 | 937.701 t   | 4,42                                             |
| 1904 | 1.081.431 t | 4,91                                             |
| 1905 | 1.021.606 t | 4,44                                             |

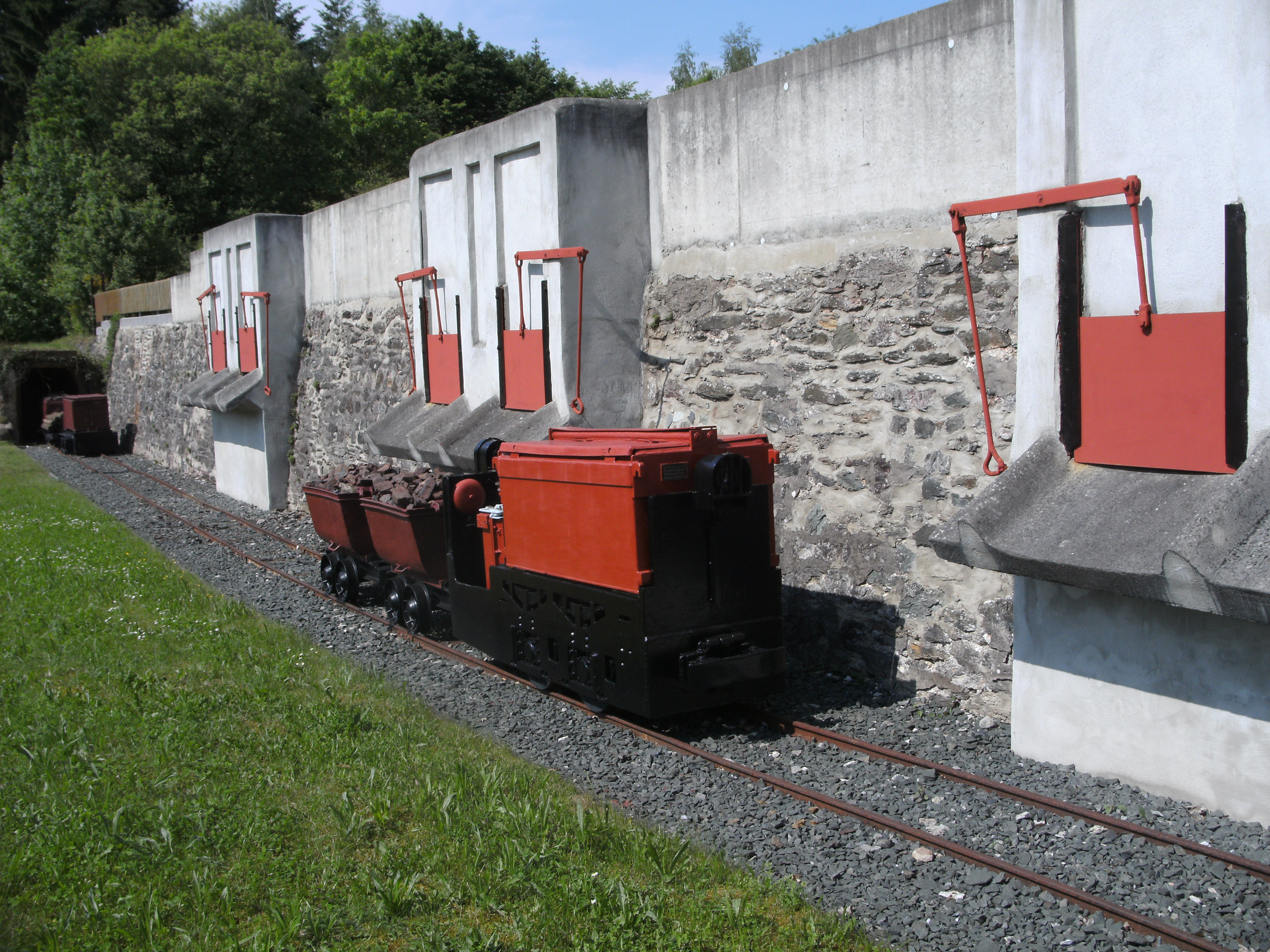
Eine rekonstruierte Eisenerzverladestation der Grube Allerheiligen in Ahausen bei Weilburg

Das Eisenerz im Lahn-Dill-Gebiet erscheint vorwiegend in Ablagerungen von Roteisensteinen, im Gegensatz zum Siegerland, wo es meist gangartig als Spateisenstein auftritt. Roteisensteine sind nicht so leicht zu verhütten wie die Brauneisensteine oder das geröstete Spaterz des Siegerlands, sind jedoch hervorragend für die Herstellung von Gusswaren (auch dünnwandigen) geeignet und ergeben ein besonders weiches Roheisen. Das war die Grundlage der zahlreichen Eisengießereien mit ihren hochwertigen Erzeugnissen wie Herden, Ofen, Sanitärgeräten und Bauzubehör.
Im Lahn-Dill-Gebiet finden sich infolge geologischer Veränderungen keine größeren zusammenhängenden Vorkommen. Der hier vorhandene Roteisenstein hat eine unregelmäßige Lagerung. Da die Lager sehr zerrissen und linienförmig sind, konnten sich hier nicht so große Grubenbetriebe entwickeln wie im benachbarten Siegerland.

#### Eisenerzbergbau seit dem 8. Jahrhundert
Seit dem 8. Jahrhundert ist Eisenerzbergbau bei Wetzlar urkundlich fassbar. 1316 wird hier die Grube „Calsmunt“ und 1344 die Grube „Isinberg“ (später „Philippswonne“) erwähnt. Erst 1454 wird als erste Eisenerzgrube der „Laufende Stein“ oberhalb des Dillenburger Bahnhofs genannt. 1484–1571 taucht urkundlich die Grube „Bieberstein“ bei Nanzenbach auf, 1588 heißt sie „Unverhofftes Glück“. In den Jahren 1601–1697 kamen Bergwerke in Eibach, Sechshelden und Donsbach dazu.

#### Bedeutsamer Eisenerzbergbau im Schelderwald
Sehr bedeutsam war einst der Eisenerzbergbau im Schelderwald, der sich urkundlich bis ins 12. Jahrhundert zurückverfolgen lässt. Er muss aber weitaus größer gewesen sein, als das die Urkunden zu belegen scheinen. Neben Eisen wurde Kupfer und in geringem Maße auch Silber abgebaut. Bei den heftigen Auseinandersetzungen in diesem Raum (100-jährige Dernbacher Fehde) im 13. und 14. Jahrhundert zwischen den aufstrebenden Grafen von Nassau und den Landgrafen von Hessen ging es vordringlich um die reichen Eisenerzvorkommen im Schelderwald.
Fernhandelswege, Eisenstraße
Bedeutende alte Fernhandelswege wie die alte „Leipzig-Köln-Aachen-Antwerpen-Messestraße“, auch Brabanter Straße genannt, streckenweise auch als Eisenstraße bezeichnet, weil sie bis nach Brabant (Belgien) führte; die Herborner Hohe Straße und der Westfalenweg verliefen durch den Schelderwad und kreuzten sich hier bei der Angelburg (Berg) mit den Fernwegen. Es wird angenommen, dass über diese Straßen der Fernhandel mit Roheisen und Eisenerzeugnissen (Waffen) aus den Erzeugungsräumen Siegerland und Oberes Dietzhölze-Tal abgewickelt wurde.

#### Eisensteinfahrten

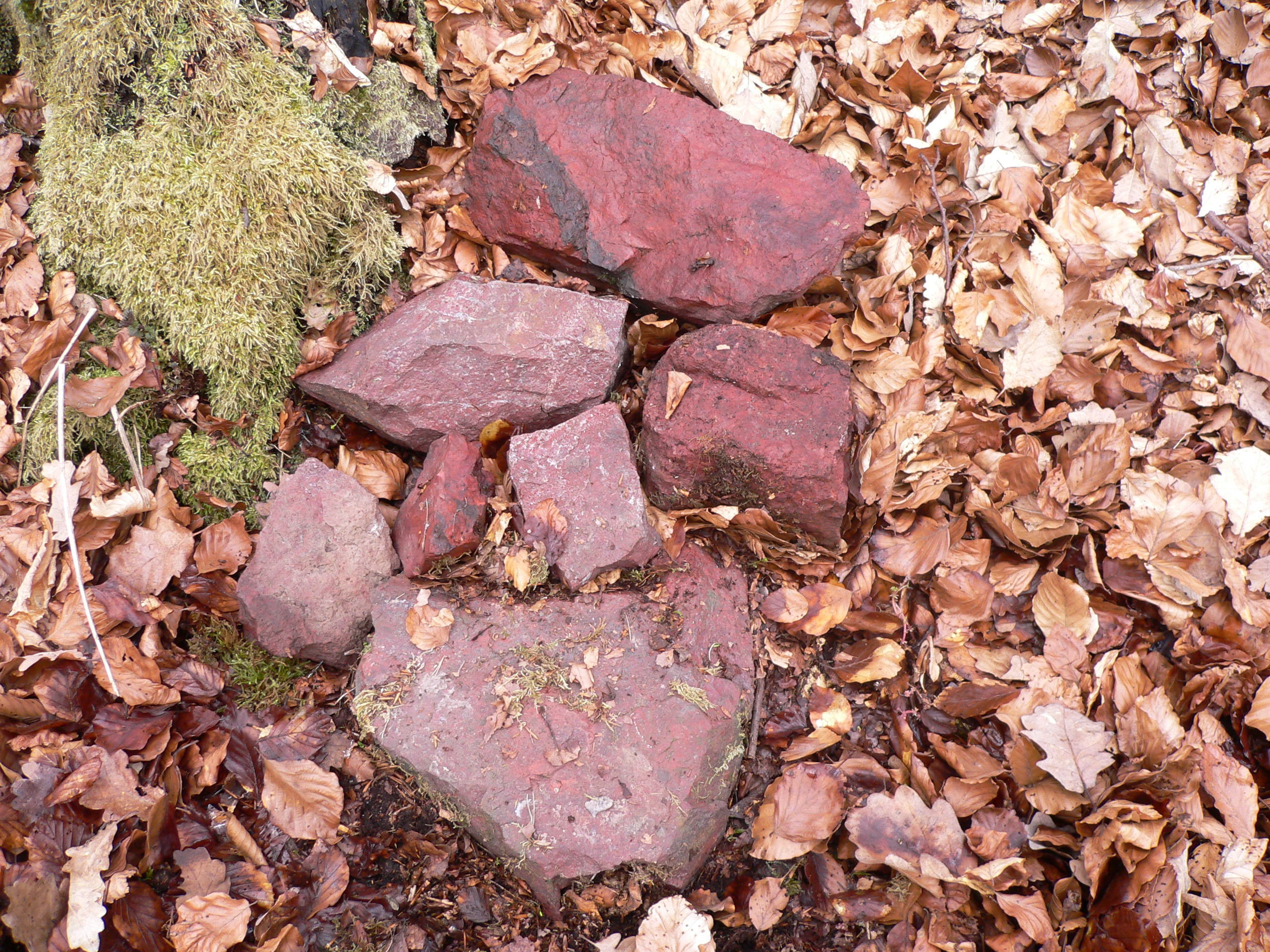
Roteisenstein, Fundort ehemalige Grube „Ruremark“ bei Wommelshausen, Gemeinde Bad Endbach

Von 1608 bis 1664 belieferten die Gruben Carolus und Einigkeit in Lixfeld den Hochofen bei der Ludwigshütte bei Biedenkopf. Aus der Grafschaft Nassau-Dillenburg wurden 1547 Eisensteine auf die Ludwigshütte geliefert. Daraus lässt sich schließen, dass es zu diesem Zeitpunkt keine Verhüttung in der Grafschaft gab.
Von 1664 bis 1858 bzw. 1900 waren auch die Gruben Wiederhoffnung und Ritschtal bei Rachelshausen in Betrieb. Der Roteisenstein wurde auf der „Ludwigshütte“ verhüttet. Die reichen Erzvorkommen in der Nähe des Dünsbergs, in den Gemarkungen Bieber, Hof Haina und Königsberg, wurden von 1659 bis 1749 zunächst auf der „Bieberhütte“ bei Rodheim-Bieber verhüttet; nach deren Stilllegung musste das Erz zur Ludwigshütte gefahren werden.
Für den Transport der Eisensteine wurden anfangs die einzelnen Ortschaften vom Landesherrn im Frondienst verpflichtet, pro Woche eine für jede Gemeinde genau festgelegte Anzahl Fuhren zu tätigen. Später musste diese Leistung gegen „billigmäßige Entlohnung“ durchgeführt werden.
Transport zur Ludwigshütte
Transportmittel waren Kuhgespanne bzw. Ochsengespanne mit hölzernen Ackerwagen. Die Wege waren schlecht, keine Straßen im heutigen Sinn, oft nur ausgefahrene bessere Feldwege, bergauf und bergab. Eine Hinfahrt mit beladenem Wagen dauerte z. B. mit angenommenem Start in der Mitte der heutigen Gemeinde Bad Endbach bis Ludwigshütte, bei ca. 22 km Entfernung, etwa 10 bis 12 Stunden. Darin sind enthalten ca. 8 bis 10 Stunden reine Fahrzeit, dazu kommen 2 bis 4 Stunden Zeit für Ausruhen, Wiederkäuen, Fressen und Tränken der Zugtiere. Das bedeutete bis zur Rückkehr in den Heimatort vergingen mehr als ein und ein halber Tag, allein ca. 20 bis 24 Stunden Fahrzeit dazu kamen 8 bis 10 Stunden Nachtruhe. Während der Ernte- und Feldbestellzeit wurden die „Eisensteinfahrten“ daher nur widerwillig ausgeführt, obwohl die kärgliche Entlohnung als Zusatzeinkommen höchst willkommen war.

#### Blütezeit des Bergbaus an Lahn und Dill

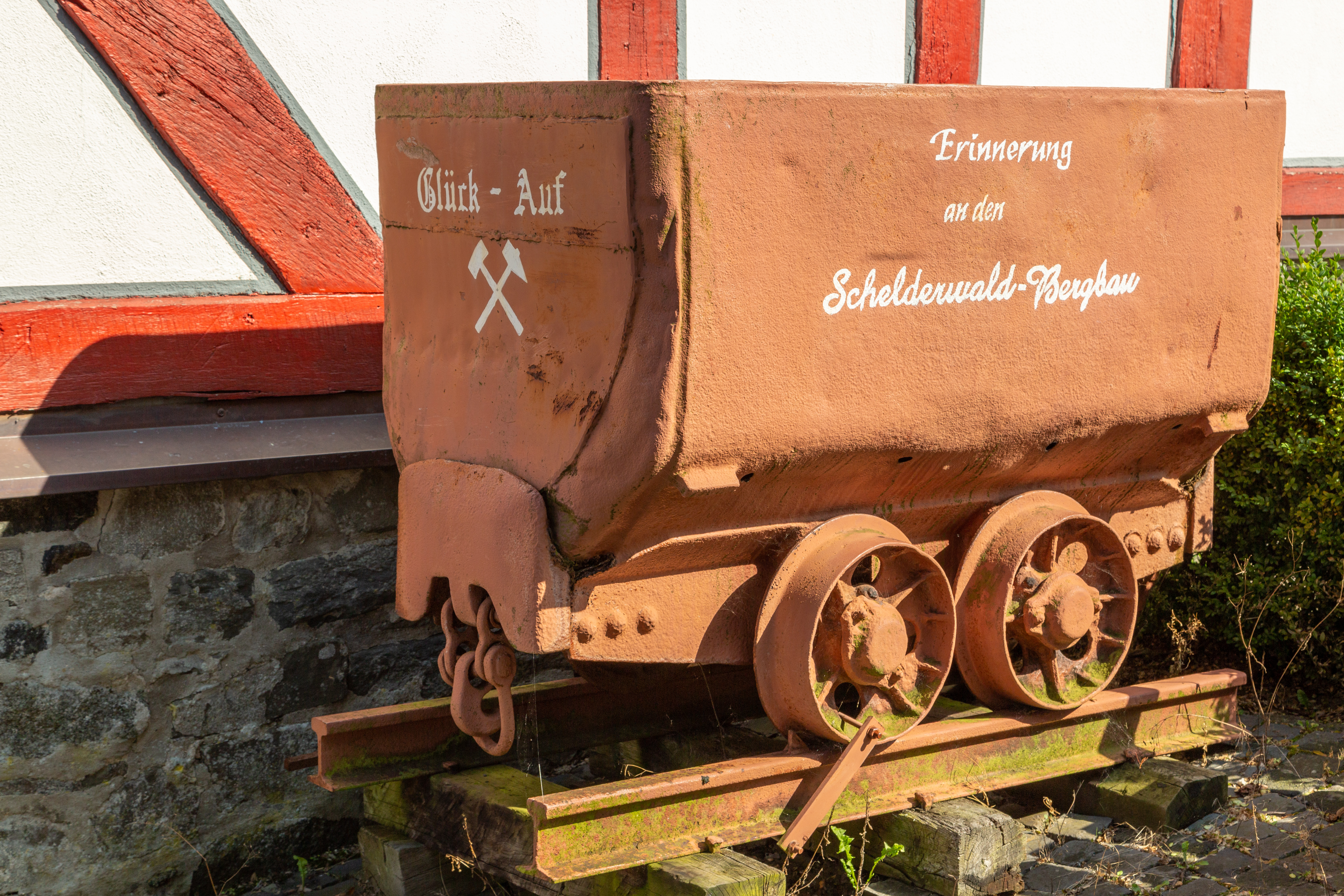
Eine Feldbahnlore in Tringenstein erinnert an den Bergbau im Schelderwald

In der Grafschaft Nassau, im Raum Dillenburg, blieb der Eisenerzbergbau bis Anfang des 18. Jahrhunderts unbedeutend gegenüber dem Raum Wetzlar/Weilburg. Mitte des 19. Jahrhunderts stieg die Produktion rasch an. 1869 waren allein im Stadtgebiet Wetzlar, mit ehemaligem Bergamt und Bergrevier, 100 im Wesentlichen kleinere Erzbergwerke in Betrieb (es war die Rede vom Schweizer Käse im Untergrund von Wetzlar). So betrug die jährliche Förderung an Eisenstein in Nassau 1850 ca. 88.000 Tonnen und stieg bis zum Jahr 1865 um das Achtfache auf 650.000 Tonnen. Nassau wurde damals zum bedeutendsten deutschen Eisenerzrevier. In den 1830er und 1840er Jahren entstanden Anlagen mit Maschinen und tieferen Stollen, da mit der Einführung von Dampfmaschinen Pumpen angetrieben werden konnten die, die Wasserhaltung erleichterten.
Die Erzbasis der Hüttenindustrie an der Ruhr
Die meisten Bergwerke in der Region wurden erst ab Mitte des 18. Jahrhunderts in Betrieb genommen und erlebten ihre Blütezeit in der zweiten Hälfte des 19. Jahrhunderts, insbesondere als der Transport der Erze durch Eisenbahnen möglich wurde. Der bis dahin bevorzugte Transport der Erze aus den Gruben an der Lahn über die seit 1851 bis Gießen kanalisierte Lahn verlor an Bedeutung. Die im Ruhrgebiet aufblühenden Großeisenwerke erwarben Gruben im Lahn-Dill-Gebiet und sicherten sich dadurch eigene Rohstoffgrundlagen. Der Bergbau im Lahn-Dill-Gebiet ging weit über den Bedarf der heimischen Eisenindustrie hinaus. Es hieß z. B.: „Das Lahngebiet ist die vornehmste Erzbasis für die Hüttenindustrie an der Ruhr“. Mit Beginn der „Gründerjahre“, nach 1871, stieg die Zahl der Gruben und eisenverarbeitenden Werke rasch an.
Der Abbau konzentrierte sich im Dill-Gebiet auf die bedeutenden Vorkommen im Raum Oberscheld-Eisemroth-Hirzenhain, im Schelderwald. Zu nennen sind hier die Gruben Beilstein, Königszug, Friedrichszug, Amalie, Handstein und Falkenstein. Mit der Inbetriebnahme des Elektrizitätswerks 1906 in Oberscheld konnten elektrische Wasserhaltungspumpen, Schrägaufzüge und Fördermaschinen eingesetzt werden. Die Generatoren wurden durch Großgasmotoren mit dem Gichtgas des Hochofens als Brennstoff angetrieben. Damit war es den neuen kapitalstarken Gesellschaften möglich, mit Schächten die sehr ergiebigen tieferen Erzlager zu erschließen.
Mit dem Überschuss bei der Stromerzeugung wurden die umliegenden Regionen elektrifiziert.
Das Eisenrevier Wetzlar/Weilburg
Im Eisenrevier Wetzlar/Weilburg verlief die Entwicklung ähnlich. Von hier bezogen vor allem die Wetzlarer Hochöfen ihr Erz. Im Gebiet Biebertal und Umgebung gab es 6 Eisenerzgruben (u. a. die Grube Morgenstern bei Waldgirmes), in der näheren Umgebung von Wetzlar 15 größere, im Bereich Braunfels 14 und in der Umgebung von Weilburg 13 Gruben. Die Fa. Krupp aus Essen erwarb gegen Ende des 19. Jahrhunderts mehrere Gruben und verlegte ihre Grubenverwaltung ab 1890 nach Weilburg. Zwischen 1906 und 1908 verkaufte der Fürst zu Solms-Braunfels 13 fördernde Bergwerke für sechs Millionen Reichsmark an die Firma Krupp. Die Gruben waren nicht alle gleichzeitig in Betrieb und ihre Förderkapazität war, von wenigen bedeutenden Ausnahmen abgesehen (z. B. Rießenburg, Schottenbach, Erhaltung, Friedberg, Juno, Anna, Heinrichssegen, Fortuna), sehr unterschiedlich und manchenorts nicht sonderlich groß und daher schnell ausgebeutet.
1919 erbrachten die Gruben an Lahn und Dill durch den Wegfall der Gruben in Lothringen infolge des Kriegsausgangs 21 % der Eisenerzförderung in Deutschland. Als Hochzeit der Eisenerzförderung im Lahn-Dill-Gebiet gelten die Jahre von 1875 bis 1920, von 1936 bis 1944 und von 1950 bis 1962. Die Förderung erreichte mit über zwei Millionen Tonnen im Jahr 1917 einen einmaligen Höchststand. Im Jahr 1900 arbeiteten in den Bergwerken an Lahn und Dill nahezu 4000 Bergleute.

#### Ausländische Konkurrenz und das Ende des Eisenerzbergbaus 1983 im Lahn-Dill-Gebiet
Seit 1850 wurden aus Spanien hochwertige Erze eingeführt, nach 1870 reichhaltige schwedische Magneteisensteine und nach dem Deutsch-Französischen Krieg 1870/71 Minette-Erze aus Lothringen. Um gegen diese ausländische Konkurrenz bestehen zu können, wurden die Eisenbahntransporte, sowohl für die Erze aus dem Lahn-Dill-Gebiet als auch für Koks aus dem Ruhrgebiet seit Ende des 19. Jahrhunderts subventioniert.
Die letzte Erzgrube „Falkenstein“ im Dillgebiet bei Oberscheld wurde wegen des Preisverfalls auf dem Weltmarkt am 31. August 1973 stillgelegt, die Grube Fortuna bei Oberbiel erst am 4. März 1983. Die Hüttenwerke an Rhein und Ruhr stellten bereits 1963 den Bezug von Lahnerzen ein. Gegen die Auslandserze mit Eisengehalten bis über 60 % waren die heimischen Gruben chancenlos; sie waren unrentabel geworden.
Heute transportiert ein einziger Erzfrachter die gleiche Menge (150.000 bis 200.000 Tonnen) Eisenerz (im Tagebau gewonnen) aus Brasilien nach Deutschland, die einst der gesamten Jahresförderung der Grube Fortuna (Solms) entsprach.

### Silber, Kupfer, Nickel, Blei und Quecksilber

#### Silber
Nicht unbedeutend war die Suche und der Bergbau nach Silber im Mittelalter. Die erste „Silberkaute“ ist aus dem Jahre 1467 aus Gladenbach schriftlich überliefert. Um 1563 wird der Abbau wieder aktiviert und bis 1766 betrieben. Die Vorkommen waren so reich, dass dort 1588 die heute gesuchten „Gladenbacher-Silber-Taler“ geprägt wurden, als erste deutsche Ausbeutetaler. Eine weitere Silberschmelze, eine sogenannte Saigerhütte, bestand von 1562 bis 1577 bei Mornshausen (Gladenbach), die spätere Hüttenmühle. Silber wurde in Achenbach, Breitenstein, Frechenhausen, Rachelshausen, Runzhausen, Erdhausen, Eibach, Oberroßbach, Engelbach und Ewersbach gefunden. 1696 ließ Landgraf Ernst Ludwig in Gießen aus dem Silbererz der Grube in Roth (Eschenburg) die berühmten „Rother Ausbeutetaler“ prägen.

#### Kupfer und Nickel
Daneben hatte der Abbau von Kupfer- und Nickelerzen ebenfalls eine gewisse Bedeutung. In Erdhausen wurde seit 1562/67 Kupfererz gewonnen. Die Erze wurden in speziellen Kupferhütten verarbeitet. In der Grafschaft Nassau wurde seit 1573 Kupfer aus Nanzenbach in der Hütte zwischen Wissenbach und Eibelshausen verhüttet. 1723 errichtete Graf Johann bei Dillenburg die Isabellenhütte zur Verhüttung der Kupfererze aus den Gruben bei Oberroßbach, Donsbach, Langenaubach, Oberscheld, Eisemroth, Sechshelden, Eibach und Nanzenbach.
Um 1650 wird eine Kupferhütte bei Dautphetal-Mornshausen a. D. genannt. Der Landgraf von Hessen ließ 1725/29 in Breidenbach eine neue Kupferhütte bauen, in der Erze aus Gruben bei Achenbach, Dexbach, Engelbach, Breitenstein, Frechenhausen, Gönnern, Lixfeld, Erdhausen, Eisemroth, Rachelshausen, Hartenrod und insbesondere aus den Gruben in Silberg (Grube Ludwig) und Kleingladenbach verhüttet wurden. Zwischen Holzhausen und Mornshausen bestand zwischen 1780 und 1830 eine weitere Kupferhütte, die Erze aus Holzhausen, Amelose und Hommertshausen verarbeitete. Bei der Verhüttung der Kupfererze, die auch andere Metalle enthielten, fiel in geringen Mengen Zink und Blei an. Die „Breidenbacher Kupferhütte“ wurde 1842 wegen mangelnder Rentabilität geschlossen. Auch die 1800 gegründete Kupferschmelze bei Holzhausen a. Hünstein am Weg nach Amelose wurde nach wenigen Jahren stillgelegt und abgebrochen. Um 1850 stand bei Biedenkopf die Kupferschmelze „Alexanderhütte“ (später Erlenmühle).
Bereits ab 1674 wurde in Hartenrod auf Kupfer und Bleierze geschürft. Ab 1783 förderte man aus der Jakobsgrube Kupfererz und von 1800 bis 1846 aus den Gruben Hirschhohl und Holde Eintracht Kupfer- und Zinkerz. In dieser Zeit bestand auch eine Bronzegießerei in Hartenrod.
In Erdhausen und Bellnhausen wurden von 1840 bis 1887 Nickel-Erze abgebaut, die in dem „Nickelwerk Aurora“, der späteren Aurorahütte bei Erdhausen (ehemaliger Standort: Urbansmühle) gepocht und verhüttet wurden. 1887 wurde die Nickelhütte zu einer Eisengießerei umgewandelt. Ab 1865/66 wurde in zwei Stollen in Wommelshausen im Ortsteil Hütte Nickelerz und Kupfererz abgebaut, aber wegen des geringen Ertrags nach wenigen Jahren wieder eingestellt.

#### Blei
Eine Urkunde des Klosters Lorsch aus dem Jahre 802 berichtet von Bleifunden bei Hesselbach. Blei wurde in Rodenbach und in Steinbach (nördlich von Haiger) gefördert und als „Beifund“ in Erzgruben bei Amelose, Roth, Hommertshausen, Frechenhausen, Hartenrod, Rachelshausen und Weidenhausen gefunden.
Ein Kuriosum war die private Bleigrube Teutsch in Gönnern (Gemeinde Angelburg), die von Heinrich Teutsch von 1926 bis 1960 auf seinem eigenen Grundstück betrieben wurde. Die Schachttiefe betrug max. 40 m. Anfangs beschäftigte er bis zu 10 Mitarbeiter. Nach dem Zweiten Weltkrieg arbeitete Teutsch alleine in seinem Bergwerk.

#### Quecksilber
Über den Abbau von Quecksilber bei Buchenau wird bereits 1790 berichtet. Es kam als Beifund auch in Gruben bei Gladenbach vor. Um 1850 existiert bei Roth bei der Grube Gottesgabe eine „Quecksilberhütte“.

#### Mangan
Im „Gießener Bergwerkswald“ und in der sich anschließenden Lindener Gemarkung wurde ab 1843 Braunstein (Manganerz) in Schächten und in einem großen Tagebau (heute geflutet) zwischen Groß- und Klein-Linden abgebaut. Braunstein ist ein hochmanganhaltiges Stückerz. Das Braunsteinvorkommen der „Gießener Braunsteinbergwerke“, auch bekannt unter dem Namen Fernie, war eines der größten weltweit. Das Erz wurde mit einer Seilbahn aus dem Bergwerkswald über die Frankfurter Straße zum Güterbahnhof gefördert. Der Abbau wurde 1967 und der Versand von der Wascherzhalde 1976 eingestellt.
In und um Wetzlar wurde im Tagebau Manganerz abgebaut, z. B. in den Gruben „Neu-Tiefenbach“ in Dalheim oder im Hermannsteiner Steinbruch. Kleinere Manganvorkommen wurden nach 1845 ab bei Wallau, Weifenbach, Eifa, Laisa, Biedenkopf sowie nahe Hörbach bei Herborn, Hirzenhain und Oberscheld abgebaut.

## Minerale und Gesteine

### Schwerspat
In der „Dill-Mulde“, an der Grenze zur „Hörre“ wurden jahrzehntelang bedeutende Schwerspatvorkommen abgebaut. Bereits 1838 hatte man in Bergwerken bei Hartenrod Schwerspat entdeckt, konnte aber zunächst nichts damit anfangen. Erst 1884 nahm die Grube „Bismarck“ bei Hartenrod die gezielte Förderung von Kupfer und Schwerspat auf. Die Grube blieb bis 1957 in Betrieb. Sie war eines der bedeutendsten Schwerspatvorkommen in Deutschland. In der angeschlossenen Spatmühle wurde auch der Spat aus der benachbarten Grube „Koppe“ (im Schelderwald), die über eine Seilbahn mit dem Werk verbunden war, verarbeitet. Das Vorkommen in Hartenrod war einst eines der bedeutendsten in Deutschland und beschäftigte zeitweise bis zu 180 Mitarbeiter. Schwerspat wurde auch in Gruben bei Dernbach, Bottenhorn, Silberg, Oberndorf und Burg abgebaut.

### Kalk
Kalk ist ein Grund-Zuschlagsstoff für die Eisenerzeugung. Ferner bildet Kalk den Hauptbestandteil für Zement. Ausreichend große Kalkvorkommen lagen in unmittelbarer Nähe der Hochöfen, z. B. der Sophienhütte (Wetzlar) in den benachbarten Gemarkungen Hermannstein, Niedergirmes und Dalheim sowie in Albshausen, Burgsolms und Rodheim-Bieber. Das Vorkommen bei Hermannstein zeichnet sich durch sehr hohe Reinheit (98 % CaCO3) des dortigen Massekalkes besonders aus. Mit dem Abfallprodukt Hochofenschlacke und dem reichlich vorhandenen Kalk wurde am 28. August 1899 im Werk Sophienhütte in Wetzlar mit der Produktion von Eisenportland/Hochofenzement begonnen. Von 17.000 t/a im Jahre 1900 konnte die Produktion auf ca. 1 Mio. t/a gesteigert werden.
Kalkstein wurde außerdem bei Medenbach, Erdbach und Buchenau als Zuschlag für Hochöfen, Stahlwerke und Eisengießereien gewonnen. Weitere kleinere Kalklagerstätten gab es im Verlauf der „Hörre“ bei Bicken (Knotenkalk), Ballersbach, Bischoffen, Oberweidbach, Rüchenbach und Weitershausen.
Der Kalkstein der gering mächtigen Vorkommen wurde meist vor Ort gebrannt und vorwiegend vom Bauhandwerk der Umgebung als Baukalk verwendet.

### Dachschiefer
Eine über 600-jährige Tradition hat der Dachschieferbergbau. 1317 wird erstmals von einer „Schieferkaute“ bei Gladenbach berichtet. Damit wurden zunächst vorwiegend landgräfliche Bauwerke, wie das Schloss in Marburg, und Bürgerhäuser bedacht. Bis 1926 wurde Gladenbacher Dachschiefer im Tage- und Tiefbau abgebaut.
Im ehemaligen Krs. Biedenkopf gab es weitere Schiefergruben bei Kleingladenbach, südlich Oberweidbach, zwischen Günterod und Hartenrod, Oberhörlen, Simmersbach, Oberdieten und Wallau.
Schieferbergwerke im ehem. Dillkreis lagen bei Langenaubach, Haiger, Sechshelden, Bicken und Frohnhausen. In einer Grube bei Sinn wurde von 1617 bis 1870 Schiefer abgebaut und bei Wissenbach von 1767 bis 1987.

### Diabas

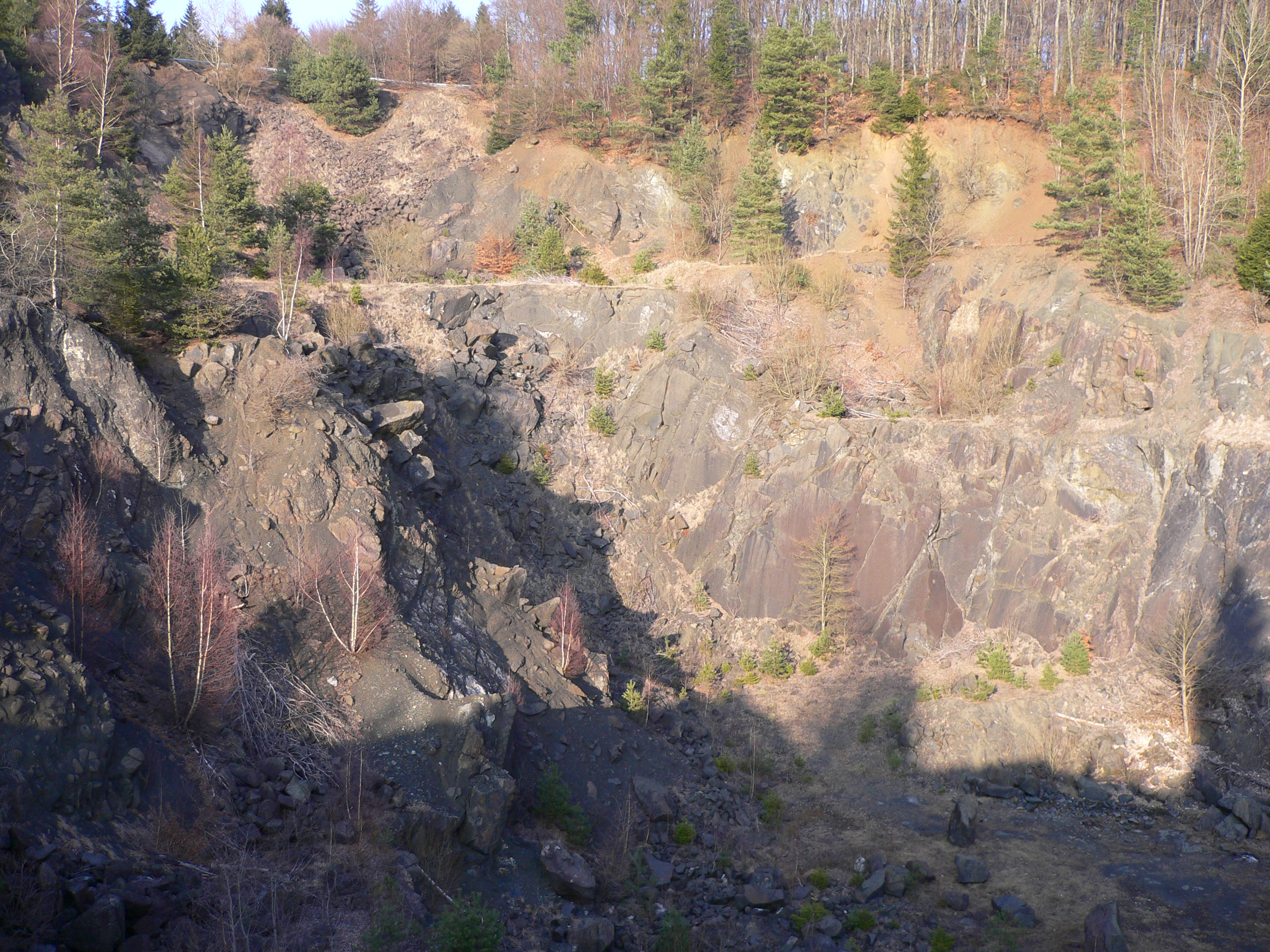
Der große 1996 stillgelegte Diabas-Steinbruch „Kuhwald“ bei Gladenbach-Rachelshausen, Landkreis Marburg-Biedenkopf

Mit Beginn des 20. Jahrhunderts wurden an vielen Stellen Steinbrüche eröffnet, die Diabas abbauten. Besonders gefragt war die hier vorkommende Varietät Paläopikrit, die wegen ihrer dunkelgrünen Farbe „Grünstein“ genannt wurde. Grünstein besteht hauptsächlich aus den Mineralien Olivin und Augit.
Schwerpunkte des Abbaus lagen bzw. liegen zwischen Oberdieten und Achenbach (Breidenbach), Kleingladenbach, Buchenau (Dautphetal), bei Hirzenhain und Lixfeld, Hommertshausen, Bottenhorn / Frechenhausen, Steinperf, Holzhausen (Dautphetal), Rachelshausen, Dernbach, Wommelshausen, Hartenrod, Oberscheld und Herborn. 1952 waren in 50 Betrieben ca. 650 Mitarbeiter beschäftigt. Es wurden Werksteine, Grabsteine, Pflastersteine, Splitt (für Beton), Schotter (für die Bahn und den Straßenbau) sowie Fußbodenplatten und Fassadenverkleidungen (in Steinsägewerken) hergestellt. In Betrieb sind noch die Steinbrüche in Hirzenhain, Steinperf, Obereisenhausen und der Bruch zwischen Hartenrod und Wommelshausen.
Die Steinbrüche haben tiefe Narben in der Landschaft hinterlassen und sie partiell stark verändert.

## Eisenerzeugung

### Rennöfen und Waldschmieden
Die Eisenerzeugung begann mit dem Bau von Rennöfen und Waldschmieden. Neben der Menschenkraft wurde Holzkohle benötigt, die in unmittelbarer Nähe in Meilern erzeugt wurde. Eisenerze waren in der Region zunächst noch so häufig vorhanden, dass sie nahe der Verarbeitungsstätten im Tagebau oder durch Aufsammeln sogenannter Moltersteine gewonnen werden konnten.
Die Produktion begann, indem zerkleinertes Erz abwechselnd mit dicken Lagen Holzkohle in kleine Herdöfen – Rennfeuer/Rennofen – (ca. 0,5 bis 0,8 m im Durchmesser und ca. 1,5 bis 2 m hoch) eingeschichtet und entzündet wurden. Die Öfen waren aus Steinen mit Lehm/Ton gebaut. Wenn die notwendige Kaminwirkung im Ofen nicht ausreichte, konnte über Düsen aus gebranntem Ton im unteren Bereich, verteilt auf den Umfang, zusätzlich Verbrennungsluft durch hand-/fußbetriebene Blasebälge aus Ziegen- oder Kalbshäuten eingeblasen werden. Bei Temperaturen zwischen 1100 und 1300 °C wurde allmählich dem Erz der Sauerstoff entzogen, der sich dem Kohlenstoff der Holzkohle anlagerte und verbrannte. Es verblieben im Herd nach einigen Tagen Eisenluppen, das waren 5–20 kg schwere Eisenklumpen (auch „Ofensau“ genannt), die man durch Aufbrechen des Ofens an der Ofenbrust (Vorderseite) entnahm. Zwar reichte die Ofentemperatur nicht aus, das Eisen zu schmelzen (min. 1540 °C), jedoch um die mineralischen Bestandteile des Erzes zu verflüssigen, die dann als fließende Schlacke aus einer kleinen Öffnung am Boden des Rennofens abrinnen (namensgebend), ablaufen konnte. Mit langstieligen Holzhämmern, aus besonders hartem Wurzelholz, entfernte man die den Luppen (Eisenschwamm) noch anhaftende Schlacke.
Danach begann die eigentliche Schmiedearbeit. Zum wiederholten Aufheizen dienten Frischfeuer, eine Art Schmiedefeuer mit zusätzlicher Luftzufuhr auf das Schmiedeteil, um den im Rennofen aufgenommenen überschüssigen Kohlenstoff zu verringern. Die zu Rotglut erhitzten Luppen wurden mehrmals mit Eisenhämmern auf einem Amboss bearbeitet und geknetet, wobei sie immer weicher und verformbarer wurden; sie bauten ihren Kohlenstoffgehalt ab.
Endprodukt der Waldschmieden waren Halbfertigwaren wie Barrenmaterial, Bandmaterial, Stabeisen, Bleche, aber auch Gebrauchsgegenstände.
Eisengewinnung und -verarbeitung bereits im 6. Jahrhundert n. Chr.
In der Gemarkung Dalheim bei Wetzlar wurden archäologische Beweise entdeckt, die eine Eisengewinnung und -verarbeitung im 6. Jahrhundert n. Chr. belegen. Wertvollster Grabungsfund war ein gut erhaltener Rennofen.

### Hüttenwerke
Erste Hüttenwerke, die urkundlich nachweisbar sind, entstanden in Feudingen (ab 1408), Neuhütte bei Steinbrücken (1420), Eisemroth (1434/49), Wissenbach (1444), Oberscheld (1444), Ewersbach (1444, 1559), Rittershausen (1440), Dillenburg (1444–1513), Isabellenhütte (1482) östlich Dillenburg, Friedrichshütte b. Laasphe (1450–1463), Haiger (1444, 1513), Weidenhausen (Gladenbach) (1450, 1529), Hüttner-Hütte (belegt 1496, 1499) bei Wommelshausen, Ludwigshütte bei Biedenkopf (1521, 1531), 1558 wurde die Ludwigshütte um ein Hammerwerk erweitert, „Laaspherhütte (Hütte vor dem Breidenbach)“ (1532 belegt), Steinbach (1575), Eibelshausen (1585), Dillhausen („Blashütte“ 1585), Hirzenhain (um 1600), Dillenburg-Adolfshütte (ab 1607), Niederscheld (1607), Lixfeld (1613), Löhnberg (ab 1618) und Rodheim-Bieber (1658–1749).

### Hammerwerke
Bedingt durch die steigende Nachfrage nach Eisenerzeugnissen, entstanden größere Werkstätten an Bachläufen, die mit ihren von der Wasserkraft angetriebenen Blasebälgen und Schmiedehämmern den Bedarf besser decken konnten. Auch stand oft die Landesherrschaft dahinter, die von dem aufstrebenden Wirtschaftszweig profitieren wollte. Aus den Rennöfen entwickelten sich Stücköfen, kleine Schachtöfen. Dazu kamen spezielle Hammerwerke, die Stabeisen herstellten und mit Vorschmiedehämmer, Streckhämmer, Blechhämmer und Zainhämmer weiterverarbeiteten. Zainhämmer schmiedeten z. B. Vormaterial für die Draht- und Nagelherstellung. Stabeisen und Barren waren das Rohmaterial für die Weiterverarbeitung. Daraus wurden in speziellen Hammerwerken gefertigt: Sensen, Sicheln, Messer, Gabeln, Spaten, Pflugscharen, Beile, Äxte, Hämmer, Hufeisen, Nägel, Pfannen, Beschläge, Radreifen, sowie Waffen aller Arten spezialisierten Werken: Schwerter, Spieße, Dolche, einfache Helme und Panzer. Verkaufsmärkte für derartige Produkte sind seit 1250 in Wetzlar und Frankfurt nachweisbar.
Im 15. Jahrhundert gab es bereits solche Werke in der Grafschaft Nassau-Dillenburg, beispielsweise 1404 bis 1487 in Löhnberg, in Dillenburg, Haiger, Wissenbach, Eisemroth, Steinbrücken (Dietzhölztal) und Rittershausen (Dietzhölztal). Auch im direkt benachbarten hessischen Amt Blankenstein wurden im oberen Salzbödetal, z. B. 1450 in Weidenhausen (Gladenbach) und 1496/1499 in Wommelshausen Ortsteil Hütte (siehe: Bad Endbach, Abschn. Lagerstätten und Bergbau) solche Schmiedewerke genannt.
Aus den ehemaligen Waldschmieden entwickelten sich über Hammerschmieden Eisenhüttenwerke, die ihr Roheisen in eigenen Hochöfen erzeugten.

### Holzkohle-Hochöfen
Teils noch im 15., jedoch verstärkt ab Anfang des 16. Jahrhunderts baute man die ersten höheren Schachtöfen, die Hochöfen. Mit diesen Holzkohle-Hochöfen begann eine grundlegende neue Periode der Eisengewinnung. Die Ofentemperatur erreichte über 1500 °C, so dass die Luppen schmolzen und der Ofen flüssiges Eisen lieferte. Dieses Roheisen konnte man nicht nur in Frischherden entkohlen und schmieden, sondern auch in Formen gießen. Das war die Geburtsstunde der Eisengießereien, die sich nun parallel zu den Schmieden als eigene Abteilung in den Hütten entwickelten. Produziert wurden Ofenplatten, Töpfe, Sudkessel, Röhren, Geschützrohre und Kanonenkugeln.
Es entstand danach ein dichtes Netz von „Holzkohle-Hochöfen“, so unter anderem in Ewersbach (1586), Oberscheld (1589, 1605–1745), Ludwigshütte (1608, 1737 kam ein zweiter Holzkohle-Hochofen dazu), Breidenbach (1601/1626), Eibelshausen (1613), „Oberndorfer-Hütte“ mit Hammerwerk (bei Braunfels) (1666–1861), „Burgerhütte“ bei Burg (1727), „Friedrichshütte“ bei Laasphe (1799), auf der „Kilianshütte“ – später Wilhelmshütte genannt (ca. 1832/34, stillgelegt 1885), „Justushütte“ bei Weidenhausen (Gladenbach) (1840, stillgelegt 1883), „Main-Weser-Hütte“ bei Lollar (Holzkohlehochofen 1861 stillgelegt), „Georgshütte“ bei Burgsolms (stillgelegt 1891) und auf der Karlshütte bei Buchenau (1844, neuer Hochofen 1874). In Wetzlar errichtete man 1841 ein Walzwerk mit Puddelofen. Ein neuer Holzkohle-Hochofen wurde 1850 beim wassergetriebenen Eisenhammer der Amalienhütte bei Niederlaasphe in Betrieb genommen. Das Roheisen aus diesen Werken wurde in Hammerwerken und später in Gießereien weiterverarbeitet.
In der Grafschaft Nassau-Dillenburg hatte man 1817 die „Burger-Eisenhütte“, 1818 die „Neuhoffnungshütte“ bei Sinn, 1829 die „Schelder-Eisenwerke“ in Niederscheld, 1840 die „Adolfshütte“ bei Dillenburg und 1856 die „Leopoldshütte“ in Haiger zu Hochofenwerken ausgebaut. Eine Statistik aus dem Jahre 1860 weist aus, dass pro Einwohner in Nassau 500 kg Roheisen erzeugt wurden, in Preußen nur 23 kg. Die Eisengusserzeugung im Lahn-Dill-Gebiet stieg von ca. 5.800 t im Jahre 1850 auf ca. 63.000 t im Jahre 1899.
1860 gab es 28 Hochöfen im Lahn-Dill-Gebiet
Um die Mitte des 19. Jahrhunderts, im Jahre 1860, waren im Lahn-Dill-Gebiet 22 Hochofenwerke mit 28 Hochöfen in Betrieb.
Letzte Holzkohle-Hochöfen
Der letzte noch betriebene Holzkohle-Hochofen im gesamten Revier in Eibelshausen stellte im April 1898 seine Erzeugung ein. Bereits 1886 hatte man den Holzkohle-Hochofen auf der Ludwigshütte bei Biedenkopf aufgegeben. Beide Werke gingen zum Kupolofenbetrieb über.

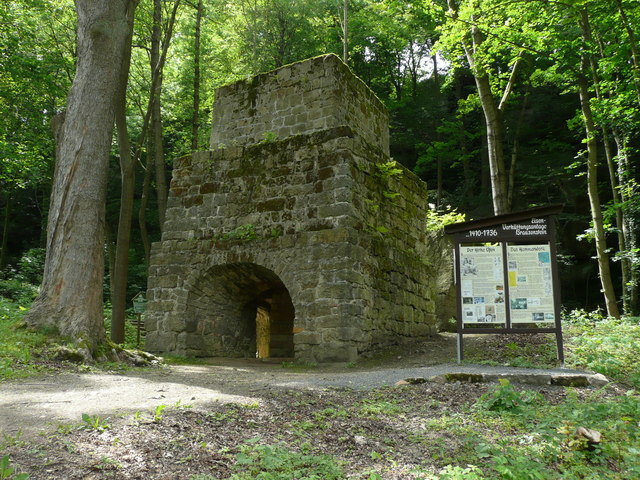
Historischer Hochofen Brausenstein (um 1700) im Bielatal (Sächsische Schweiz)

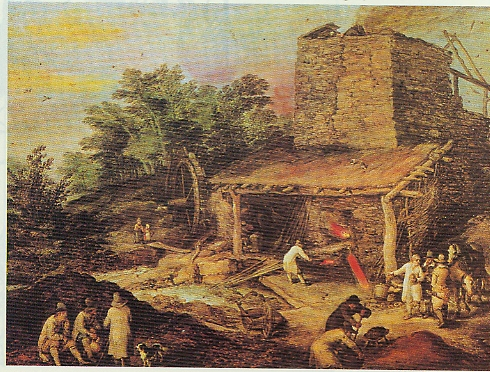
„Hütte im Walde“, Holzkohle-Hochofen Anfang 17. Jahrhundert, Gemälde von Jan Breughel d. Ä.

### Der Wald wird dezimiert, die Landschaft verkahlt
Um eine Tonne Roheisen zu erzeugen, benötigte man vier Tonnen Holzkohle, für die man ca. 40 Tonnen Holz verkohlen musste. Das entsprach einer Niederwaldfläche von etwa 8000 Quadratmeter. Ein Hochofen verbrauchte pro Jahr ca. 1000 Wagen Holzkohle.
Um z. B. im Jahr 1845 eine Tonne Schmiedestabeisen herzustellen, benötigte man 27 Zentner Roheisen und 1,5 Wagen Holzkohle. Für das Feuer eines Eisenhammers benötigte man jährlich 100 Wagen Holzkohle; die Schmelzhütten jährlich 800 bis 1000 Wagen. Dieser starke Verbrauch führte zu Brennstoffknappheit, die nicht ohne Einfluss auf die Eisenindustrie des Lahn-Dill-Gebietes blieb.
Infolge des starken Holzverbrauchs wurden die Waldungen in der Nähe der Erzschmelzen / Waldschmieden / Hammerwerke stark dezimiert; der Wald konnte sich nicht mehr erholen, die Landschaft verkahlte.
Erz und Eisen wird zum Holz gebracht.
Die drohende Verkahlung der Landschaft und der damit einhergehende Brennholzmagel für die Bevölkerung führte dazu, dass man kleinere Produktionsstätten (Erzschmelzen, Hammerwerke u. ä.) stilllegte zugunsten zentraler Werke in waldreicheren Gegenden (z. B. Ludwigshütte bei Biedenkopf) und fuhr das Erz dorthin. Das Erz und das Eisen wurden somit zum Holz gebracht.

### Holzkohle wird knapp
Der Bedarf an Holzkohle war inzwischen so groß geworden, dass dies zu fühlbarer Brennstoffknappheit führte und das Wachstum der Eisenindustrie bremste. Auch die Bevölkerung litt zunehmend unter dem Holzmangel. Etwa ab 1850 waren die Wälder (oft nur noch Niederwald, Strauchwälder, Stockausschlagswälder) wegen der Holzköhlerei restlos ausgeplündert; die Holzkohle wurde knapp und teuer.
Hauberge
Um dem Holzmangel zu begegnen, hatten die Nassauer Landesherren schon sehr früh im Siegerland und im angrenzenden oberen Dilltal (z. B. Eibelshausen 1553 bzw. 1562) durch Edikt Haubergs- und Waldordnungen erlassen.
Die neuen Eisenbahnen ins Ruhrgebiet retten den Wald
Erst nachdem neue Eisenbahnstrecken ins Ruhrgebiet gebaut waren (ab 1860), war es möglich die Holzkohle durch Koks zu ersetzen. Danach erholten sich die Wälder.

### Schmelzresultat des Holz-Hochofenbetriebs der „Ludwigshütte“ aus dem Jahre 1849
Das Hochofenwerk „Ludwigshütte“ stellte zuerst Roheisen her, das dann in den Eisenhämmern (Hammerwerken) -Battenberg, Hatzfeld, Niederlaasphe, Reddinghausen und Breidenstein- in Frischfeuern zu Stabeisen zu umgearbeitet wurde. Später stellte man Gusswaren her, aus dem Eisen, das unmittelbar aus dem Erz erschmolzen war.
Ein Schmelzresultat des Holz-Hochofenbetriebs der Ludwigshütte aus dem Jahre 1849 verdeutlicht, welche Mengen an Erzen und Holzkohle für eine Hochofenfüllung benötigt wurden; es heißt dort:

„Die Möllerung (Füllung mit Eisensteinen und Zuschlagsstoffen) besteht aus:
- 24 Karren Königsberg (Biebertal)er (heere = kleine) -
- 8 Karren Königsberger (growe = große) -
- 8 Karren Lixfelder-
- 6 Karren Dernbacher-
- 16 Karren Nassauer Eisensteine
- 8 Karren Kalksteine

welche – nach Traudts und Fleischauers (Werkmeister) Angaben – 35 pro Cent Eisen liefern. Hiervon werden auf eine Gicht von 5 Körben Kohlen, welche nach obigen Angaben 1 hess. Maß bilden, 520 Pf. geworfen und solcher Gichten werden in 24 Stunden 21 erblasen, also in der Woche 147: Hieraus geht hervor, dass eine Gicht zu 1 hess. Maß Kohlen 182 Pf. Eisen liefert, wonach die wöchentliche Produktion 267 Ctr. beträgt.“

Der Kalkstein für den Hochofen kam aus der Gemarkung Buchenau.
Roheisen von hoher Qualität
Das in den Holzkohlehochöfen erzeugte Roheisen war von hoher Qualität, da sehr rein.

### Koks-Hochöfen
Die Zeit der modernen Eisenverhüttung kam in der zweiten Hälfte des 19. Jahrhunderts, als man durch den Bau der Eisenbahnstrecken zum Rhein und zur Ruhr (Ruhrgebiet) den billigeren Steinkohlekoks als den neuen Brennstoff herantransportieren konnte. Danach begann die Zeit der modernen Hochöfen, und zwar mit dem Bau der ersten beiden Steinkohlenkoks-Hochöfen auf der „Hedwigshütte“ in Lollar 1864 und 1866. Die Hochofenanlage in Lollar wurde im Jahre 1907 stillgelegt. Damit erlosch die Roheisengewinnung im hessen-darmstädtischen Oberhessen.
Auch im Dillgebiet wurde 1864/65 in Haiger die „Leopoldshütte“ mit einem Koks-Hochofen (stillgelegt 1927) ausgerüstet und 1864 die „Charlottenhütte“ in Niederschelden. Diese Hütte war das erste große Werk in der Region, das ausschließlich auf Koks angewiesen war. Auf der nach 1870 errichteten Sophienhütte in Wetzlar wurde am 1. August 1872 der erste der beiden neuen Hochöfen angeblasen. 1875 wurde ein Hochofen in Gießen auf der „Margarethenhütte“ in Betrieb genommen (1873 als „Lahnhütte“ gegründet) und 1898 wieder stillgelegt, sowie ein weiterer Hochofen in Burgsolms (stillgelegt 1891).
In Oberscheld blies man einen neuen Koks-Hochofen am 11. Juli 1905 an, einen zweiten 1910. Das Gichtgas dieser Hochöfen diente als Brennstoff für Großgasmotoren (Tandem-Motoren), die wiederum Generatoren antrieben zur Stromerzeugung. Oberscheld wurde damit 1913 zur Hessen-Nassauische Überlandzentrale GmbH für die Elektrifizierung der näheren Umgebung (ehem. Dillkreis und Kreis Biedenkopf) vor und während des Ersten Weltkriegs. Gasmotoren, die mit dem Gichtgas der beiden Hochöfen der Sophienhütte betrieben wurden, erzeugten mit Generatoren Strom, der ab 1911 Wetzlar und in den Folgejahren zahlreiche Gemeinden im Raum Wetzlar mit elektrischer Energie versorgte.

### Das Ende der Eisenerzeugung im Lahn-Dill-Gebiet 1981 nach ca.2500 Jahren
In Oberscheld wurde im April 1968 der Hochofen stillgelegt und der letzte der drei Hochöfen der Sophienhütte in Wetzlar, im letzten hessischen Hochofenwerk, am 31. Oktober 1981. Das war das Ende der Eisenerzeugung im Lahn-Dill-Gebiet nach ca. 2500 Jahren.

## Eisengießereien
Viele der jüngeren Hochöfen wurden nach relativ kurzer Zeit wieder stillgelegt. Zu oft zeigte sich, dass die zugrunde gelegten Erzlagerstätten nicht so ergiebig waren wie vermutet, was zu hohen Transportkosten für Fremderze führte. Zudem waren die neuen Koks-Hochöfen, die alle an den neuen Bahnstrecken lagen, eine große Konkurrenz, da sie viel mehr und günstiger Roheisen erzeugen konnten. Ein Umbau der alten Holzkohle-Hochöfen auf Koksbetrieb lohnte sich nicht. So wurden aus den Hütten zunehmend Gießereien, die sich auf die Weiterverarbeitung des Roheisens mit Kupolöfen spezialisierten.
Gegen Ende des 18. Jahrhunderts bürgerte sich, von England kommend, der Schachtofen in den Gießereien wieder ein. Er wurde mit Koks beheizt und jetzt als Kupolofen bezeichnet. Mit diesem Ofen konnte man durch „Gattieren“ Gusseisen bestimmter Zusammensetzung erzeugen und somit Qualitätsunterschiede des von den Hochofenwerken gelieferten Roheisens sowie von Altguss und Schrott ausgleichen.
Die heimischen Rot- und Brauneisensteine eigneten sich, im Gegensatz zu den Spateisensteinen des Siegerlandes nicht für die Stahlproduktion, jedoch waren sie, bedingt durch ihre Eigenart, ein hervorragendes Ausgangsmaterial für Gießereiroheisen. Dadurch konnte sich im „Lahn-Dill-Gebiet“ eine Eisenindustrie entwickeln, deren Sondergebiet der Guss von dünnwandigen Eisenwaren (Öfen, Herde, Bratpfannen, Kochtöpfe, Wannen usw.) war.

### Das Zentrum der Gießereibetriebe
Das Zentrum dieser Gießereibetriebe befand sich entlang der Dill im ehemaligen Dillkreis, im ehemaligen Kreis Biedenkopf, im oberen Lahntal (Breidenbach, Ludwigshütte, Dautphe und Buchenau) und im Salzbödetal, Justushütte in Weidenhausen (Gladenbach), Aurorahütte in Erdhausen sowie in Lollar an der Lahn.
Produziert wurde alles, was sich in Eisen gießen ließ wie z B Grabkreuze, komplette Balkone, Veranden und Wintergärten, Geländer, Zäune, Gitter, Tore, Säulen für Bauwerke, Kandelaber, Gas-Straßenlaternen (alle Gussteile waren reichlich verziert), sowie Fenster, Spülbecken, Badewannen, Wasserpumpen (Schwengelpumpen), Jauchepumpen, Sanitär- und Kanalguss, Töpfe, Pfannen, Maschinengussteile aller Art.

### Herde und Öfen
Herde, Öfen und Waschkessel waren ein Hauptprodukt. Vor dem Ersten Weltkrieg kamen drei Viertel aller im Deutschen Reich hergestellten Herde und Öfen aus dem Lahn-Dill-Gebiet. Mitte des vorigen Jahrhunderts waren es immerhin noch ca. 60 % aller Heiz- und Kochgeräte. An der Produktion von Heiz- und Kochgeräten waren ehemals über 20 Hüttenwerke (ohne Zulieferer) beteiligt.
Es entstanden dadurch neue Berufe wie: Modelleur, Modellschreiner, Modellschlosser (sie erstellten die Vorlagen/Modelle für die Abformung der Gussteile in den Sandformen), Former, Kernmacher, Schmelzer, Gießer, Ausleerer, Putzer/Schleifer, Emaillierer, Ofenbauer und Ofenmaurer.
Die Herde, besonders die Öfen waren aufwendig und kunstvoll verziert u. a. mit historistischen, floralen und später Jugendstil-Elementen und Ornamentbändern. Dies belegen die Zeichnungen in den Musterbüchern der Hüttenwerke, z. B. die der Justushütte in Weidenhausen (Gladenbach) aus dem Ende des 19. Jh./Anfang des 20. Jh.
Gliederkessel für Zentralheizungen
Gusseisen von besonders hoher Qualität wurde seit 1878 in Buderus-Werk Main-Weser-Hütte in Lollar erzeugt. Ab 1881 produzierte man dort den „Löhnholdt Ofen“ einen Dauerbrandofen, der weltweit anerkannt wurde und ab 1895 begann hier die Serienproduktion von Gliederkesseln für Zentralheizungen in Deutschland.

### Aus Wander- und Saisonarbeitern und Taglöhnern wurden Hüttenarbeiter
In der Anfangszeit dieser stürmisch wachsenden Industrie, insbesondere während der Gründerjahre nach 1871 stieg der Bedarf an Arbeitskräften. Zunächst stellte man nur besonders ausgewählte Arbeitskräfte ein, da es an gelernten Fachkräften mangelte. Aus bisherigen Wander- und Saisonarbeitern und Taglöhnern wurden aber nach und nach Hüttenarbeiter.
Wie sich die Arbeit auf dem Hüttenwerk in Burg bei Herborn, der „Burgerhütte“, gegr. 1727 mit einem Holzkohle-Hochofen mit Gießhaus und Schlackenpoche, gegen Ende des 19. Jahrhunderts darstellte, zeigt anschaulich ein Bericht aus Ballersbach, ehemals Dillkreis, aus dem Jahr 1870.

„Die Arbeit begann damals um sechs Uhr früh und dauerte bis sieben Uhr abends und samstags bis 18 Uhr. Bei je einer halben Stunde Frühstücks- und Nachmittagspause und einer Stunde Mittag ergab das elf Stunden Arbeitszeit. Dazu kam noch der Fußweg hin und zurück mit gut zwei Stunden. Urlaub, Kündigungsschutz und sonstige Vergünstigungen oder gar Weihnachtsgeld gab es nicht. Der Tageslohn betrug 6 bis 7 Groschen. Dafür konnte man sich 1 ¼ Pfund Dörrfleisch oder 1 ¼ Zentner Kartoffeln kaufen. Für einen Kochherd musste man 60 bis 70 Tagelöhne aufwenden.“

### Gussrohre
Neben der Herd- und Ofenindustrie hat die Produktion von gusseisernen Rohren und Kanalguss in der Region eine lange Tradition. Neben Kanonenrohren stellte man in den mittelalterlichen Hüttenwerken und Gießereien gusseiserne Röhren für die Wasserversorgung von Burgen, Schlössern und Lustgärten (sogen. Wasserkünsten) her. Das älteste erhaltene, im Lahn-Dill-Gebiet hergestellte gusseiserne Rohr, stammt von der im Jahre 1455 verlegten Wasserleitung für die Burg/Schloss Dillenburg. Auch die für die Wasserversorgung der Burg Braunfels verlegte man 1661 eine gusseiserne Druckwasserleitung.
Mit Aufnahme des Gießereibetriebes in Wetzlar Anfang des 20. Jahrhunderts wurden dort auch gusseiserne Rohre für die Wasserversorgung produziert, zunächst im vertikalen Sandgussverfahren. Heute kommen noch über 33 % der in Deutschland produzierten gusseisernen Rohre für die Wasserversorgung und Abwasserentsorgung aus Wetzlar. Seit 1926 werden sie im Schleudergussverfahren bzw. Rohrschleuderverfahren nach „de Lavaud“ hergestellt.

## Lebensverhältnisse der Einwohner
Im überwiegenden Teil des Lahn-Dill-Gebietes bestand auf dem Land die verbreitete Erbsitte der Realteilung, mit der Folge, dass die landwirtschaftlichen Nutzflächen pro Hof immer kleiner wurden. Der Grundbesitz der Hofeigentümer war daher meist zu klein und die Erträge bei der kargen Bodenbeschaffenheit im rauen Klima und extensiver Bewirtschaftung zu gering, um eine größere Familie ausreichend zu ernähren. Im Allgemeinen lag der Grundbesitz pro Hof bei 0,5 bis 2,5 Hektar Land (Äcker und Wiesen). Damit konnte man sich ein bis zwei Kühe halten und ein bis zwei Schweine. Wer noch weniger Land hatte, hielt sich zumindest neben einem Schwein ein bis zwei Ziegen. Das waren die „Ziegenbauern“ (mdl. Gäästerbauern).
Nur wenigen war es vergönnt alleine von der eigenen Landwirtschaft zu leben.
Bis in die 1950er und 1960er Jahre hinein waren die Dörfer dieser Region von der „Feierabend-Landwirtschaft“ oder Nebenerwerbslandwirtschaft geprägt.

### „Industriebauern“, Nebenerwerbslandwirte, „Feierabend-Landwirte“
Durch die Industrialisierung gefördert, entstand dadurch in den Orten im näheren und weiteren Umkreis der Hütten- und Bergwerke der Typ des Nebenerwerbslandwirtes, abschätzig „Kuhbauer“ genannt. Auch mit zusätzlicher Arbeit im Hütten- oder Bergwerk war nur ein bedürfnisloses und bescheidenes Leben möglich. Die nicht leichte Arbeit in der Landwirtschaft musste nach Feierabend (auch „Feierabend-Landwirtschaft“ genannt) oder im Raum Wetzlar von sogenannten „Industriebauern“ nebenbei erledigt werden. Gleich nach seiner Rückkehr von der Arbeit warteten zu Hause noch die schwereren Arbeiten im Feld und Hof auf den Kleinlandwirt, die seine Frau, die Kinder und gebf. die Großeltern tagsüber nicht ausführen konnten. Nach getaner Arbeit im Hüttenwerk oder Bergwerk war noch kein Ausruhen angesagt. Der Jahresurlaub fiel in die Zeit der Heu- und Getreideernte oder wenn im Herbst die Kartoffeln (Kartoffelernte) und der Dickwurz, auch Rummeln genannt, ausgemacht werden mussten.
Kinder mussten spätestens ab dem 10. Lebensjahr bei allen landwirtschaftlichen Arbeiten selbstverständlich mithelfen, das war Kinderarbeit. Die Schulferien hießen „Ernteferien“ (Sommerferien, Heu- und Getreideernte) und „Kartoffelferien“ (Herbstferien, Grummet- und Kartoffelernte). Die Kinder wurden bei der Ernte dringend gebraucht, das war der ursprüngliche Grund für die Einführung dieser Schulferien.
Urlaub war diesen Familien unbekannt. Urlaub machten Städter.

## Verkehr

### Eisenbahnen
Ihre Blütezeit erlebte die Lahn-Dill-Region mit dem Bau der Eisenbahnen. Nun konnte Koks aus dem Ruhrgebiet für die Hochöfen und Kupolöfen der Hüttenwerke und Eisengießereien herangeschafft und die Produkte der Industrie in großen Mengen schnell zu den Absatzmärkten transportiert werden. Das galt besonders für die Strecke Hagen – Siegen und deren Anschluss und Weiterführung nach Dillenburg.
Als erste Bahnstrecke wurde die Main-Weser-Bahn über Gießen 1852 in Betrieb genommen. 1862 war die Dillstrecke (Gießen–Dillenburg–Köln) fertig; ein Jahr später 1863 die Lahntalbahn (Wetzlar–Koblenz). Ab 1883 folgten die Nebenstrecken der Oberen Lahntalbahn (Marburg–Biedenkopf–Laasphe–Kreuztal), 1892 der Strecke Dillenburg–Ewersbach und 1902 der Aar-Salzböde-Bahn (Niederwalgern–Herborn). Die Kleinbahn Gießen–Bieber, die Biebertalbahn, im Volksmund „Bieberlieschen“ genannt, wurde 1897/98 in erster Linie wegen der bedeutenden Eisenerzlagerstätten und der Kalkvorkommen im nordwestlich von Gießen gelegenen „Biebertal“ gebaut. Aufgrund schwieriger Geländeverhältnisse konnte die Scheldetalbahn erst 1911 durchgehend von Dillenburg über Hirzenhain durch das Gansbachtal bis Biedenkopf realisiert werden. Die Steilstrecke ab dem Bergwerksbahnhof „Herrnberg“ bis zur „Lahn-Dill-Wasserscheide“ (Bahnhof Hirzenhain) ließ sich nur mit Zahnradantrieb (Zahnradbahn) überwinden. Von Dillenburg bis zur Eisenerzgrube Königszug war sie als Stichbahn bereits seit 1872 in Betrieb.
Als letzte Nebenbahn im Lahn-Dill-Gebiet wurde 1939 die Strecke Haiger–Breitscheid in Betrieb genommen.